# Nîjnie Husîne, Turka
Nîjnie Husîne (în ucraineană Нижнє Гусине) este un sat în comuna Verhnie Husîne din raionul Turka, regiunea Liov, Ucraina.

## Demografie
Componența lingvistică a localității Nîjnie Husîne
     Ucraineană (99,61%)
     Alte limbi (0,39%)
Conform recensământului din 2001, majoritatea populației localității Nîjnie Husîne era vorbitoare de ucraineană (99,61%), existând în minoritate și vorbitori de alte limbi.